# قرار مجلس الأمن التابع للأمم المتحدة رقم 54
قرار مجلس الأمن التابع للأمم المتحدة رقم 54، الذي اعتمد في 15 يوليو 1948 قرر أن الوضع في فلسطين يشكل تهديدا للسلام بالمعنى المقصود في المادة 39 من ميثاق الأمم المتحدة. وأمر القرار جميع الحكومات والسلطات المعنية بالكف عن المزيد من الأعمال العسكرية وإصدار وقف إطلاق النار لقواتها العسكرية وشبه العسكرية ليصبح ساري المفعول في وقت يحدده الوسيط في الأيام الثلاثة المقبلة. وأعلن أيضا أن عدم الامتثال لهذه الأوامر سيثبت وجود خرق للسلام بالمعنى المقصود في المادة 39 من الميثاق وسيتطلب نظر المجلس على الفور.
كما أمر القرار، على وجه الضرورة الخاصة، بوقف فوري وغير مشروط لإطلاق النار في مدينة القدس في اليوم التالي. كلف القرار وسيط الأمم المتحدة بمواصلة جهوده لنزع سلاح مدينة القدس وضمان الوصول الآمن إليها، ودراسة الانتهاكات المزعومة للهدنات السابقة التي حددها المجلس، وتحقيقا لهذه الغاية، طلب من الأمين العام تزويده بالموظفين والتمويل والتسهيلات اللازمة لتنفيذ مهامه.
تم تمرير القرار مع سبعة أصوات مؤيدة. وصوتت سوريا ضد القرار، بينما امتنعت الأرجنتين، والاتحاد السوفياتي وأوكرانيا عن التصويت.